# Большой Орсас
Большой Орсас, Большой Орсас-Ель — река в России, протекает в Прилузском районе Республики Коми. Устье реки находится в 200 км по левому берегу реки Летка. Длина реки составляет 15 км.
Исток реки на Северных Увалах в 11 км к северо-востоку от села Черёмуховка. Река течёт на север по ненаселённому лесному массиву. Приток — Лудаёль (правый). Впадает в Летку у нежилой деревни Ворчанка.

## Данные водного реестра
По данным государственного водного реестра России относится к Камскому бассейновому округу, водохозяйственный участок реки — Вятка от истока до города Киров, без реки Чепца, речной подбассейн реки — Вятка. Речной бассейн реки — Кама.
По данным геоинформационной системы водохозяйственного районирования территории РФ, подготовленной Федеральным агентством водных ресурсов:
- Код водного объекта в государственном водном реестре — 10010300212111100031631
- Код по гидрологической изученности (ГИ) — 111103163
- Код бассейна — 10.01.03.002
- Номер тома по ГИ — 11
- Выпуск по ГИ — 1